# Lophogaster pacificus
Lophogaster pacificus är en kräftdjursart som beskrevs av Fage 1940. Lophogaster pacificus ingår i släktet Lophogaster och familjen Lophogastridae. Inga underarter finns listade i Catalogue of Life.